# Wolfgang Peristerus
Wolfgang Peristerus auch: Columbensis, Tauber, von der Taube, Peristeus; (* 1532 in Neidenburg; † 1592 in Landsberg an der Warthe) war ein deutscher evangelischer Theologe.

## Leben
Wolfgang Peristerus war der Sohn des Rittergutbesitzers Christoph von der Taube. Seine Grundausbildung hatte er an den Schulen in Elbing, Thorn und Danzig erhalten. 1545 immatrikulierte er sich unter dem Rektorat von Georg Sabinus an der Universität Königsberg. Seine Studien setzte er an der Universität Erfurt, an der Universität Jena, an der Universität Leipzig, an der Universität Wittenberg (seit dem 4. Juli 1551) und an der Universität Rostock (seit Juli 1551) fort. Am 16. Februar 1552 erwarb er in Rostock als 20-Jähriger die Magisterwürde der philosophischen Wissenschaften. Nachdem er auch Reisen durch Holland, England, Frankreich, Schweiz und Italien absolviert hatte, reiste in Begleitung vornehmer Herren nach Königsberg und setzte seine Studien fort.
1554 wurde er Professor der griechischen Sprache in Königsberg, welche Stelle er am 1. September mit der Rede de laudibus graecae linguae antrat. 1564 wurde er Prediger an der Schelfkirche in Schwerin, promovierte am 5. Mai desselben Jahres in Rostock zum Doktor der Theologie, wurde darauf Pastor am Schweriner Dom und Superintendent. 1571 wechselte er als Pfarrer und Superintendent nach Wismar. Dort wurde er 1575 entlassen und war danach an unterschiedlichen pommerischen Ortschaften tätig. 1580 wurde er Hof- und Domprediger des Kurfürsten Johann Georg von Brandenburg am Domstift im Schloss Cölln an der Spree bestellt. 1583 ging er nach Landsberg als Inspektor, wo er bis zu seinem Lebensende wirkte. Peristerus ist auch als Kirchenlieddichter in Erscheinung getreten.
Er heiratete 1566 in zweiter Ehe Katharina, Tochter des herzoglichen Vogts Paschen Gustävel. Seine Frau soll rachsüchtig und zänkisch gewesen sein, so dass ihm einige Dienstverhältnisse verloren gingen.

## Werke
- Prolegomena zur griechischen Grammatik Melanchthon’s.
- Erklärung der Ethik des Aristoteles.
- Leben Ciceros.
- de necessitate philosophiae.
- de ordine studiorum.
- Über die Abendmahlslehre.
- Herzliches und standhaftes Bekenntnis von den vornehmsten Artikeln des christlichen Glaubens. 1568, 2. Aufl. 1573, 3. Aufl. 1620,
- Sermon vom allgemeinen Beruf zum Reich Gottes.
- Lob- und Trostschrift vom heiligen Ehestand.
- Antidotum wider die Pest.